# إيلون ماسك: تيسلا موتورز وسبيس إكس والبحث عن مستقبل رائع
إيلون ماسك: تيسلا موتورز وسبيس إكس والبحث عن مستقبل رائع (بالإنجليزية: Elon Musk: Tesla, SpaceX, and the Quest for a Fantastic Future) هو كتاب سيرة ذاتية للكاتب آشلي فانس عن رجل الأعمال والمهندس والمخترع إيلون ماسك، نُشِرَ الكتاب عام 2015. يذكر الكتاب حياة ماسك بدءاً من طفولته، وعلاقته بعائلاته، ودراسته مرورا بتأسيسة شركة «زيب 2» وبيعها لشركة باي بال، ثم تأسيسة تيسلا موتورز، وسبيس إكس وسولار سيتي. نجح فانس في إجراء مقابلات منتظمة مع ماسك، وعائلته، وأصدقائه، المقربين منه والذين كانوا معه في أهم مراحل حياتة. لذلك لم يكن لماسك أي سلطة في السيطرة على محتويات سيرته التي يرويها عنه الآخرون.

## النقد

### واشنطن بوست
كتبت صحيفة واشنطن بوست:
«هذا الكتاب هو نظرة عن قرب لأحد أهم رجال الأعمال على مستوى العالم. لقد نجح فانس في رسم صورة لا تنسى لشخصية ماسك، أحلامة وشغفة، قدرتة العظيمة في تخطي الصعاب.»

### النيويورك تايمز
كتبت صحيفة نيويورك تايمز عن الكتاب:
«استطاع السيد فانس تقديم صورة واضحة عن حياة السيد ماسك، أصدقائه وأعدائه. يحمل الكتاب العديد من الملذات الإضافية. ولم يغفل السيد فانس في تقديم لمحة عن الذين يعملون جنبا إلى جنب مع السيد ماسك. لكن أهم ما يميز الكتاب هو تقديمه لسيرة أحد أهم رجال الأعمال في العالم بأسلوب بسيط وشيق.»

### أخرى
اختير الكتاب كأحد أفضل الكتب لعام 2015 من قبل كل من وول ستريت جورنال، الإذاعة الوطنية العامة، وأمازون دوت كوم، ومجلة فاست كومباني ومتجر أودبل. كما استطاع الكتاب حجز مكان في قائمة أكثر الكتب مبيعا وفقا لصحيفة نيويورك تايمز. تمت ترجمة الكتاب إلى 40 لغة.[بحاجة لمصدر]